# Sant Sebastià de la Bastida de Bellera
Sant Sebastià de la Bastida de Bellera és una església de Sarroca de Bellera (Pallars Jussà) inclosa a l'Inventari del Patrimoni Arquitectònic de Catalunya.

## Descripció
Església amb torre campanar i cementiri davant de la façana. La planta consta de tres naus separades pers arcs torals i coberta de volta de canó. Els arcs torals arrenquen d'unes mènsules en forma de voluta situades al nivell de la cornisa sobre els arcs de separació de les naus laterals. Aquestes estan cobertes també per volta de canó. Tribuna als peus. El campanar és una torre quadrada de dos cossos separats per cornisa de pedra i amb finestres d'arc de mig punt. La façana té una porta d'arc de mig punt adovellada i a sobre un petit rosetó. Sobre l'altar, hi ha una creu datada del 1984.

## Història
Sembla que han estat profanades les tombes, ja que s'observen ossos i una ovella sacrificada, a l'interior de l'església. Sobre la capella d'aquesta església s'explica que enredà l'hereu d'Erdo per menjar-se-li l'ovella més grassa que tenia, i aquest per venjar-se el feu anar a la Seu, davant de bisbe (vegeu Coll, P., "Muntanyes maleïdes", Empúries ed., Barcelona: 1993; pàg.- 185-1887).